# Kitty Marion
Kitty Marion (nacida Katherina Maria Schafer; Rietberg, 1871-Nueva York, 1944) fue una actriz y activista política. Nació en Alemania y emigró en 1886 a Londres cuando tenía 15 años. A finales del siglo XIX actuó en salas de música del Reino Unido. Fue una prominente sufragista y fue también conocida por su activismo en defensa de las mujeres artistas frente a sus agentes, denunciando la corrupción y reclamando mejores condiciones laborales. Se unió a la Unión Social y Política de las Mujeres (WSPU) en 1908 y se comprometió a vender su periódico "Votes for Women" convirtiéndose en una sufragista prominente, participando en disturbios civiles e incluso incendios provocados. Como resultado de su activismo fue detenida en muchas ocasiones y es especialmente conocida por haber soportado más de 200 alimentaciones forzadas en la cárcel mientras estaba en huelga de hambre. Cuando comenzó la Primera Guerra Mundial emigró a Estados Unidos sumándose al grupo de Margaret Sanger y al activismo sobre el control de natalidad. Aunque continuó siendo tenaz y alzó la voz en defensa de sus posiciones, no utilizó la violencia como en el Reino Unido. A pesar de ello fue detenida en nueve ocasiones más.

## Trayectoria

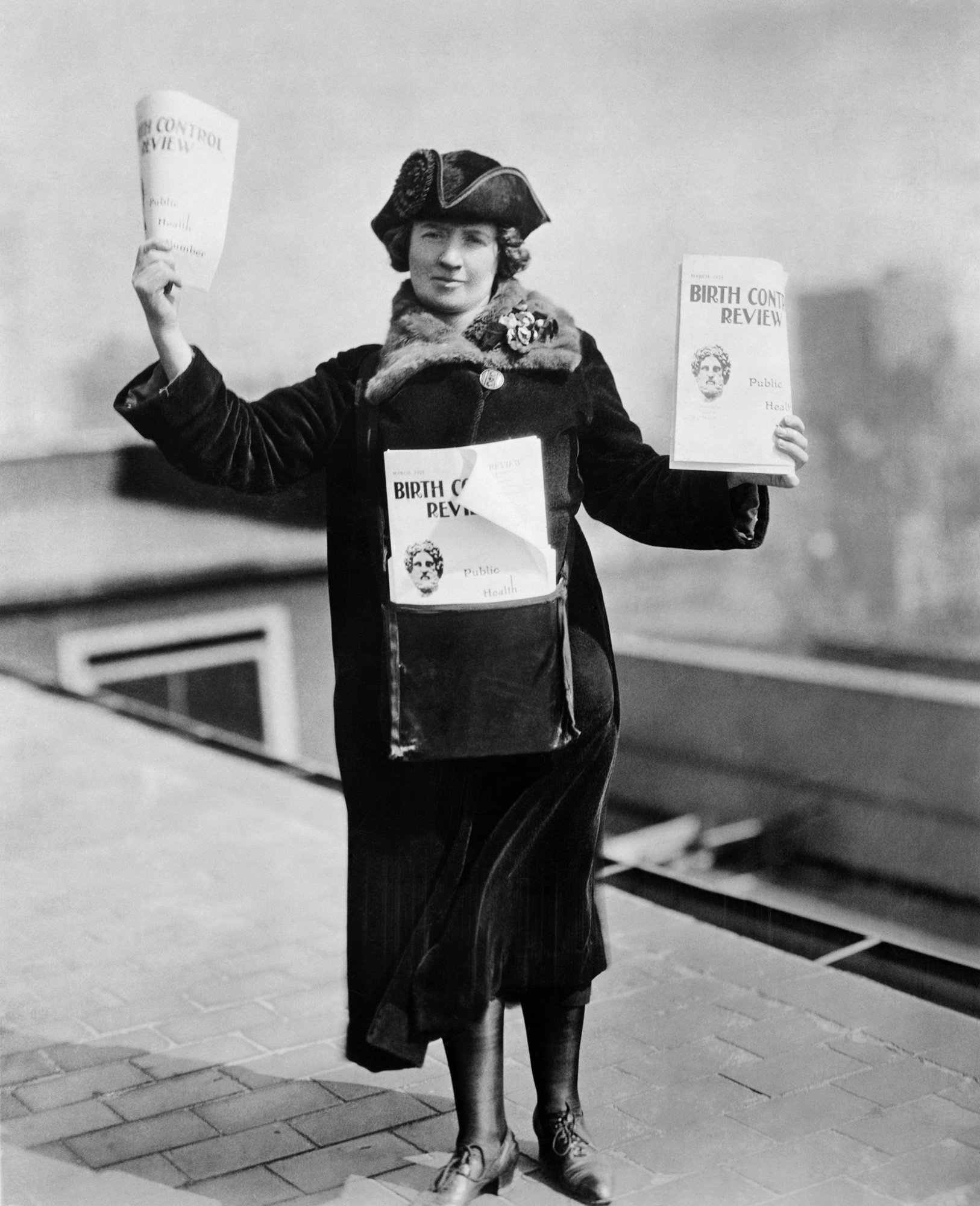
Kitty Marion en EE.UU. vendiendo BC Review en 1925.

Marion nació en Rietberg en Westfalia, Alemania, el 12 de marzo de 1871. Su madre murió de tuberculosis cuando tenía dos años y dejó a Marion con su padre. Cuatro años más tarde, cuando Marion tenía seis años, su madrastra también murió de tuberculosis. Su padre (nombre desconocido) abusó de Marion y odiaba que tuviera el pelo rojo. Cuando Marion tenía 15 años, su padre la envió a vivir con su tía en Inglaterra. Después de mudarse a Inglaterra, se convirtió en actriz y tomó el nombre de Kitty Marion. Pasó del coro a interpretar papeles protagonistas y fue brevemente la sustituta temporal de la protagonista principal antes de que pelearse con su empleador. Luego trató de encontrar trabajo en los salones de música pero descubrió que los empleadores esperaban favores sexuales a cambio del mejor trabajo.
Marion se unió a la Unión Social y Política de las Mujeres (WSPU, por sus siglas en inglés) en 1908. Se convirtió en una prominente activista del movimiento por el sufragio femenino y a menudo participaba en protestas, en ocasiones violentas. Marion era conocida como pirómana. Marion fue arrestada numerosas veces en Inglaterra por su activismo.
Después de la I Guerra Mundial, Marion emigró a los Estados Unidos. En Estados Unidos trabajó con Margaret Sanger en la publicación de la revista Birth Control Review. Marion vendía copias de Review a 20 centavos de dólar en Times Square, Grand Central Station, y Coney Island. Durante su labor en las esquinas tuvo que soportar insultos, amenazas de muerte, abuso físico y acoso policial. En el transcurso de diez años, Marion fue detenida en nueve ocasiones por defender el control de la natalidad. En 1921, Marion se unió a Sanger en el establecimiento de la primera clínica para el control de la natalidad de América. Sin embargo, la clínica en Brooklyn fue cerrada por la policía.
Murió en el Hogar de Ancianos Sanger, en la ciudad de Nueva York, el 9 de octubre de 1944.